# Округ Бензи (Мичиген)
Бензи (енгл. Benzie County) је округ у америчкој савезној држави Мичиген.

## Демографија
По попису из 2010. године број становника је 17.525, што је 1.527 (9,5%) становника више него 2000. године.
| Група             | 2000.          | 2010.          |
| Белци             | 15.270 (95,4%) | 16.658 (95,1%) |
| Афроамериканци    | 45 (0,3%)      | 72 (0,4%)      |
| Азијати           | 25 (0,2%)      | 45 (0,3%)      |
| Хиспаноамериканци | 233 (1,5%)     | 302 (1,7%)     |
| Укупно            | 15.998         | 17.525         |